# Ведмежа (мультфільм)
Ведмедик — радянський короткометражний мальований мультфільм 1940 року . Знято на мультиплікаційній студії СРСР « Союзмультфільм ».

## Сюжет
Про пригоди Медвежонка, який випадково заблукав, і його повернення додому за допомогою друзів.

## Творці
- Сценарій - Н. Коп'євського
- Режисери: Олександр Євмененко, Ольга Ходатаєва
- Сорежисер: Петро Носов
- Композитор: Юрій Микільський
- Типаж за малюнками - Е. Євгана
- тех. помічник: Е. Новосільська
- Художники-мультиплікатори: Геннадій Філіппов, Лев Попов, А.А. Щекалина, Микола Федоров, Федір Хітрук
- Звукооператор: С. Ренський
- Квіткооператор: Д. Каретний

## Ролі озвучували (не вказані у титрах)
- Євгенія Морес - Ведмедик
- Юлія Юльська - Дівчинка

## Цікаві факти
- Мультфільм - одна з перших робіт "Союзмультфільму", знятих не в " діснеївському " стилі.
- Мультфільм знаходиться в громадському надбанні, тому що був випущений понад 70 років тому.

Примітки